# Sanç I Garcia de Castella
Sanç I Garcia de Castella, dit el dels Bons furs (ca. 965 - 1017), fou comte de Castella (995-1017).

## Orígens familiars
Fill de Garcia I de Castella i de la seva muller Ava de Ribagorça. Succeí el seu pare al comtat de Castella a la mort d'aquest vers el 995.

## Núpcies i descendents
Vers el 994 es casà amb Urraca Salvadórez, besneta del comte Ferran González, que era avi a la mateixa vegada de Sanç I Garcia.
D'aquest matrimoni en nasqueren sis fills:
- l'infant Ferran Sanxes, mort jove
- la infanta Múnia I de Castella (995-1066), comtessa de Castella i casada el 1010 amb el comte Sanç III de Navarra
- la infanta Sança de Castella (1006 - 1027), casada amb el comte de Barcelona Berenguer Ramon I
- l'infant Garcia II de Castella (1010-1029), comte de Castella
- la infanta Ximena de Castella (1012-1063), casada el 1028 amb Beremund III de Lleó
- la infanta Trígida de Castella, abadessa de Sant Salvador d'Ona

## Política
Durant la fitna, la guerra civil del Califat de Còrdova, va ajudar els amazics liderats per Sulayman al-Mustain, va entrar a Còrdova deposant a Muhammad II, que va fugir a Toledo, on va seguir actuant como Califa.
El comte Sanç I està enterrat al monestir de San Salvador de Oña.